# Brigades internationales (1974-1977)
Pour l’article homonyme, voir Brigades internationales.
Les Brigades internationales (BI) sont un groupe maoïste français issu de la Gauche prolétarienne qui est apparu en 1974, en reprenant le nom des structures antifranquistes des années 1930, à la suite du coup d'État au Chili. Elles revendiquent l'assassinat de plusieurs diplomates étrangers de régimes qu'elles considèrent comme dictatoriaux.

## Histoire
Les Brigades internationales ont pratiqué l'assassinat politique, visant des personnalités diplomatiques étrangères en poste à Paris. Les cibles relevaient de régimes considérés comme dictatoriaux, issus essentiellement de l'Espagne, de l'Iran ou d'Amérique du Sud.
Les enquêteurs estiment que cette organisation, jugée mystérieuse, est à l'origine de l'orientation « dure » des groupes de militants anarchistes, maoïstes et anti-impérialistes. Aucun des membres du groupe n'a jamais été formellement identifié. Les policiers soupçonnent cependant que certains d'entre eux se sont retrouvés plus tard dans les NAPAP, puis dans Action directe.

### Du GR duXVIeaux BI
Selon Christophe Bourseiller, les Brigades internationales ont été fondées par Jean-Denis Lhomme. Celui-ci, après de nombreux voyages en Amérique latine, où il a rencontré différents groupes de guérilleros, adhère aux Groupes Révolutionnaires (GR), des groupes de tendance maoïste, aux structures à la fois souples et paramilitaires, qui pratiquent un activisme spontanéiste et violent. Il participe à certaines actions, qu'il juge trop molles. Il crée, dans le 16e arrondissement parisien, son propre GR. En novembre 1973, il assiste à la « réunion des Chrysanthèmes » qui constitue l'acte d'auto-dissolution de la Gauche prolétarienne. Refusant ce qu'il considère comme une trahison, il réfléchit aux possibilités de développer en France un mouvement de guérilla semblable à ceux qu'il a fréquenté en Amérique latine. Il recrute avec soin 25 jeunes militants. Il obtient d'eux qu'ils abandonnent tous leurs études et entament une formation professionnelle, avec pour objectif de passer dans la clandestinité.

### Lutte armée en France
La première action planifiée par le nouveau groupe est l'assassinat du PDG de la société américaine ITT-France, pour protester contre le coup d'État du général Pinochet au Chili. Mais le groupe ne dispose pas encore d'arme. Ce premier assassinat, pourtant planifié dans les moindres détails, est annulé.

#### Chronologie des attentats
- 19 décembre 1974 : revendication de l'assassinat de Ramon Trabal, attaché militaire d'Uruguay, ex-chef du renseignement militaire (SID), au nom des « Brigades internationales Raul Sendic », d'après le nom d'un des leaders Tupamaros[4]. Toutefois, le commissaire Pierre Ottavioli de la Brigade criminelle abandonna très vite la piste des Tupamaros. Alberto Sendic, le frère de Raul Sendic, et le commissaire Pierre Ottavioli[réf. nécessaire], estimaient tous deux que le crime avait été commis par le Mossad pour le compte de militaires uruguayens qui s'opposaient au général Gregorio Álvarez : ainsi, pour Alain Labrousse, « il n'a jamais fait de doute qu'il s'agissait là d'un règlement de comptes entre clans militaires »[5],[6] (un coup d'État militaire avait eu lieu en Uruguay en juin 1973). Cet avis n'est pas partagé par d'autres journalistes spécialisés et policiers, tels Roland Jacquard[3] ou le commissaire Jean-Pierre Pochon[2].
- 8 octobre 1975 : tentative d'assassinat de Bartolome Valle, attaché militaire à l'ambassade espagnole (revendiqué par les Brigades internationales Juan Paredes Manot).
- 11 mai 1976 : assassinat de Joaquim Anaya, ambassadeur de Bolivie (revendiqué par les Brigades internationales Che Guevara)[7],[8]
- 2 novembre 1976 : tentative contre Homayoun Keykavoussi, attaché culturel de l'ambassade iranienne (revendiqué par les Brigades internationales Reza Rezayi)[9].
- 7 juillet 1977 : tentative contre l'ambassadeur de Mauritanie (revendiqué par les Brigades internationales Mustapha El Wali Sayed)[10].

### Une guérilla française
Les attentats seront toujours revendiqués sous des noms spécifiques:  Brigade internationale Raul Sendic, Brigade internationale, Juan Paredes Manot, Brigade internationale Reza Rezayi, Brigade internationale Mustapha El Wali Sayed, etc. L'usage de ces noms, ainsi que le choix des cibles, va pousser les enquêteurs à privilégier la piste de groupes étrangers.
Mais à partir de l'attentat contre l'ambassadeur de Bolivie, les policiers commencent à s'intéresser aux militants français. C'est à ce moment que le quotidien Libération publie le 1er juillet 1976 un dossier, qui présente le groupe comme « une organisation anti-impérialiste et politico-militaire d'inspiration maoïste et composée exclusivement de militants français ». Interviewé par le journal, Jean-Denis Lhomme, sous couvert de l'anonymat, affirme que « les actions armées du groupe étaient symboliques et efficaces. Pour nous, ajoutait-il, le pistolet est un outil de propagande au même titre que le stylo ».
Le fondateur du groupe, Lhomme, se suicide en juillet 1976, provoquant une crise interne.
Une façade légale, Vaincre et vivre, représente le groupe dans la légalité tout en pratiquant un activisme violent et publie dans la revue proche du mouvement autonome Camarades. la mort du chef rompt brutalement l'équilibre des tâches entre les BI et les activistes légaux du groupe Vaincre et Vivre. Les deux structures tendent désormais à se confondre, à un détail près : les BI continuent à cibler des diplomates étrangers, tandis que Vaincre et Vivre se spécialise dans les objectifs français.
Le 2 novembre 1976, la tentative d'assassinat de Homayoun Keykavoussi, officiellement attaché culturel de l'ambassade d'Iran, en réalité responsable de la SAVAK, achève de convaincre les enquêteurs que les BI sont formés de jeunes militants français. En effet, malgré leur apparent professionnalisme, les activistes se sont enfuis en mobylette, un moyen de locomotion inattendu dans le monde du terrorisme international. Pourtant, ceux-ci ne seront pas retrouvés, et les enquêteurs retourneront vers une piste iranienne. Deux opposants au régime du Shah, Mohammed Reza Takbiri et Nader Oskoui, seront emprisonnés à tort plusieurs mois.
Le groupe prévoit fin 1976 d'assassiner un diplomate d'URSS, pour marquer son hostilité au « révisionnisme », mais abandonne le projet.
Le 7 juillet 1977, les BI tentent d'assassiner l'ambassadeur de Mauritanie à Paris, pour montrer leur solidarité avec le Front Polisario.

### Vers les NAPAP
Le groupe Vaincre et vivre semble être plus tard à l'origine de la formation des Noyaux armés pour l'autonomie populaire (NAPAP) en 1977 [réf. souhaitée].
Le 13 mai 1977, Frédéric Oriach, Michel Lapeyre et Jean-Paul Gérard, présentés comme militants des NAPAP, seront interpellés en possession des armes ayant servi dans les attentats contre Bartholomé Valle (Bartholomé Garcia Plata Vallé), Joachim Zenteno Anaya et Jean-Antoine Tramoni (dont l'assassinat, le 23 mars 1977, a été revendiqué par les NAPAP).
En été 1977, les BI, désormais alliées aux NAPAP, sont contactées par des militants palestiniens proches du Fatah-Conseil révolutionnaire d'Abou Nidal. Ils leur proposent de les aider à assassiner Rifaat El Assad, le frère du président de la Syrie, Hafez El Assad. Les BI refusent d'apporter leur concours. Quelques semaines plus tard, le même groupe rencontre à nouveau les BI avec une proposition inattendue: les Français sont invités à suivre un stage de formation pour pilotes d'hélicoptères en Angola et un entraînement militaire de six mois en Tchécoslovaquie. Mais les Français refusent également l'offre.

## Membres
Jean-Denis Lhomme est le seul membre connu du groupe, qui aurait compté 25 militants.
Christian Harbulot, considéré par la police comme le leader des NAPAP, a été soupçonné d'être aussi membre des BI.